# Henri Laborit
Henri Laborit   (Hanoi, 21 de novembre de 1914 - 16è districte de París, 18 de maig de 1995) va ser un biòleg, metge, etòleg, psicòleg i filòsof francès.
Individualment o en equip, va realitzar diversos estudis i descobriments mèdics, treballant en l'experimentació biològica dels tranquil·litzants, alhora que desenvolupava tècniques depurades d'hibernació artificial. Va donar la seva veritable importància a la neuroglia i al conjunt de cèl·lules glials. Es considera que Laborit va ser el primer a sintetitzar la GHB per a l'estudi del neurotransmissor GABA. També va ser pioner en l'estudi dels radicals lliures. Durant la Segona Guerra Mundial va assolir notorietat en el camp de la medicina per l'ús amb èxit de la clorpromazina en les operacions quirúrgiques. Des del 1958 al 1983, va dirigir la revista "Agressologie". Amb el seu llibre Nova Grilla va donar a conèixer les seves opinions respecte al comportament humà.

## Biografia
Fill d'un metge de la marina francesa, Laborit va estudiar medicina i després de finalitzar els seus estudis universitaris es va fer cirurgià de la marina francesa. Després va investigador en diverses branques de la ciència, especialment en l'anomenada "etologia humana", en la eutonologia i en l'estudi dels psicotròpics amb finalitats terapèutiques.
Socialment, es comunicava tant amb polítics coneguts com amb ciutadans anònims i comuns, fins i tot amb presoners. Fou conegut pel seu caràcter bastant curiós, inconformista i controvertit. Tot i ser considerat un "progressista", va demostrar aquest caràcter en la imprevista defensa de la revista Planeta que va fer en els 1960 davant els atacs de la Unió Racionalista francesa. Es tractava d'una publicació quasi de la Nova Era que va arribar a tenir fama mundial. S'hi barrejaven genuïnes aportacions científiques -d'una manera molt vulgaritzat- amb pseudociències. De la mateixa manera ha estat criticat per la seva forma de defensar les massacres de la Vendée ocorregudes durant la Revolució Francesa. Va participar en el comitè directiu de l'Institut de Semàntica General de Lakeville. No obstant això, mai es va deixar encasellar en un determinat moviment del qual hagués participat.

### Cronologia de les contribucions
- 1951, va descriure la hibernació artificial en l'ésser humà.
- 1952 va estudiar l'ús de la clorpromazina en psiquiatria com un dels primers neurolèptics per tractar l'esquizofrènia.
- 1957 va rebre el premi Lasker d'Investigació Mèdica, considerat el Nobel nord-americà, per les seves aportacions en l'estudi de les síndromes fisiopatològics, anestèsia i reanimació.
- 1958 va crear el laboratori d'eutonologia de l'hospital Boucicaut a París, França.
- 1967, va rebre el títol d'oficial de la Legió d'Honor de la República Francesa.
- 1969 els estudiants de la carrera d'urbanisme de la Universitat de Vincennes el van convidar que donés seminaris referits a biologia i urbanisme. Va dictar aquests seminaris fins a 1974.
- Entre 1978 i 1983 va ser professor convidat de bio-psico-farmacologia de la Universitat del Quebec a Montreal, Canadà.
- 1980 es va fer més conegut per al gran públic en ser un dels protagonistes del film "El meu oncle d'Amèrica" (en francès: Mon oncle d'Amérique), dirigit per Alain Resnais. S'hi recreen les observacions del científic en el comportament de les rates i la seva rèplica en els éssers humans. Aquest film va obtenir el premi especial del jurat del Festival de Cannes el 1980 i a més se li va atorgar el Premi Anokhin de l'Acadèmia de Ciències de Moscou el 1981.

## Obra
- Physiologie et biologie du système nerveux végétatif au service de la chirurgie, G. Doin et Cie, 1950
- L'anesthésie facilitée par les synergies médicamenteuses, Masson & Cie, 1951
- Réaction organique à l'agression et choc, Masson & Cie, 1952
- Pratique de l'hibernothérapie en chirurgie et en médecine, Masson & Cie, 1954, en col·laboració amb Pierre Huguenard
- Résistance et soumission en physio-biologie: l'hibernation artificielle, Masson & Cie, coll. « Evolution des sciences », 1954
- Excitabilité neuro-musculaire et équilibre ionique. Intérêt pratique en chirurgie et hibernothérapie, Masson & Cie, 1955, en col·laboració amb Geneviève Laborit
- Le delirium tremens, Masson & Cie, 1956, en col·laboració amb R. Coirault
- Bases physio-biologiques et principes généraux de réanimation, Masson & Cie, coll. « Agressologie – réanimation – hibernothérapie », 1958
- Les destins de la vie et de l'homme. Controverses par lettres avec P. Morand sur des thèmes biologiques, Masson & Cie, 1959, en col·laboració amb Pierre Morand
- Physiologie humaine (cellulaire et organique), Masson & Cie, 1961
- Du soleil à l'homme, Masson & Cie, coll. « Evolution des sciences », 1963
- Les régulations métaboliques, Masson & Cie, 1965
- Biologie et structure, Gallimard, coll. « Idées », 1968 (ISBN 2070351564)
- Neurophysiologie. Aspects métaboliques et pharmacologiques, Masson & Cie, 1969
- L'homme imaginant: Essai de biologie politique, Union Générale d'Edition, coll. « 10/18 », 1970 (ISBN 2-264-00882-2)
- L'agressivité détournée: Introduction à une biologie du comportement social, Union Générale d'Edition, coll. « 10/18 », 1970 (ISBN 2-264-00370-7)
- L'homme et la ville, Flammarion, 1971 (ISBN 2-08-081017-0)
- La Société informationnelle: Idées pour l'autogestion, Éditions du Cerf, 1973
- Les Comportements: Biologie, physiologie, pharmacologie, Masson & Cie, 1973
- La Nouvelle grille, Éditions Robert Laffont, coll. « Libertés 2000 », 1974 (ISBN 2-07-035471-7)
- Éloge de la fuite, Éditions Robert Laffont, coll. « La vie selon … », 1976 (ISBN 2-07-032283-1 per la reedició de 1985 a Gallimard)
- Discours sans méthode, Éditions Stock, coll. « Les grands auteurs », 1978 (ISBN 2-234-00818-2), en col·laboració amb Francis Jeanson
- L'Inhibition de l'action, Masson & Cie, 1979 (ISBN 2-225-62711-8)
- Copernic n'y a pas changé grand chose, Éditions Robert Laffont, 1980 (ISBN 2-221-00565-1)
- L'Alchimie de la découverte, Grasset, 1982 (ISBN 2-246-24861-2), en col·laboració amb Fabrice Rouleau
- La Colombe assassinée, Grasset, 1983 (ISBN 2-246-31891-2)
- Dieu ne joue pas aux dés, Grasset, 1987 (ISBN 2-7619-0703-5)
- La vie antérieure, Grasset, 1989 (ISBN 2-7619-0817-1)
- Les récepteurs centraux et la transduction de signaux, Masson & Cie, 1990
- Les bases biologiques des comportements sociaux, coll. « Grandes conférences », 1991 (ISBN 2-551-12615-0). Musée de la civilisation, Québec
- L'esprit du grenier, Grasset, 1992 (ISBN 2-7619-1078-8)
- Étoiles et molécules, Grasset, 1992 (ISBN 2-7619-1096-6)
- La légende des comportements, Flammarion, 1994 (ISBN 2-08-035250-4)
- Une Vie - Derniers entretiens, éditions du Félin, 1996 (ISBN 2080352504). Amb Claude Grenié